# کیزیل اوکتیابر
کیزیل اوکتیابر (انگلیسی: Kyzyl Oktyabr) یک شهرک در شهرستان ایشیمبایسکی استان باشقیرستان کشور روسیه است.